# 阮福膺蔚
阮福膺蔚（越南语：／；1889年—1970年），越南阮朝官員。

## 生平
阮福膺蔚是绥理王阮福绵寊的孙子，阮福洪蓍之子，成泰元年（1889年）出生。早年在乂安省和广治省为殖民政府担任翻译。維新末年，任吏部司務。啟定元年（1916年），任農貢知縣。啟定六年（1921年），升任富安綏和知府。启定八年（1923年），任廣南三岐知府。保大元年（1926年），改任清化弘化知府。保大五年（1930年），升任廣南按察使。保大七年（1932年），以按察使銜領平定省布政使。保大八年（1933年）正月，升授乂安省布政使。同年，升任承天府尹。保大十年（1935年），升任安靜總督。保大十三年（1938年），改任清化總督。保大十七年四月（1942年5月15日），升任禮儀工作部尚書，授協佐大學士，充機密院大臣。保大二十年（1945年）正月，日軍發動三九政變，兩天后保大帝宣佈“獨立”，成立“越南帝國”，並改革內閣。阮福膺蔚被免去職務。
1949年初，越南民主共和國主席胡志明給阮福膺蔚寫信，勸說他加入反抗法國殖民統治復辟的活動。阮福膺蔚同意了，並加入越盟組織的第四聯區抗戰行政委員會。
1970年，阮福膺蔚去世。

## 家庭
阮福膺蔚娶胡得忠之女胡氏萱為妻，生阮福寶薈等2子。